# دیسهیدروزیس

دانه‌های پوستی دیسهیدروزیس

دیسهیدروزیس نوعی التهاب پوست است که با تاول‌های خارش‌دار در کف دست‌ها و کف پا مشخص می شود.  اندازه تاول‌ها معمولاً یک تا دو میلی‌متر است و طی سه هفته بهبود می‌یابند.   با این حال، آنها اغلب مجددا عود می‌کنند.  قرمز شدن پوست معمولا وجود ندارد.  حملات مکرر ممکن است منجر به شقاق و ضخیم شدن پوست شود. 